# Pertti Kurikan Nimipäivät
Pertti Kurikan Nimipäivät ("Pertti Kurikkas namnsdagar" på finska; också känt som PKN) var en finsk punkgrupp grundad 2009. Bandmedlemmarna har alla en funktionsnedsättning och var fokus för dokumentären The Punk Syndrome 2012.
Pertti Kurikan Nimipäivät vann Tävlingen för ny musik 2015 och representerade därmed Finland i Eurovision Song Contest 2015 där de slutade på sista plats i den första semifinalen och tog sig därmed inte vidare till finalen. Det är Finlands sämsta placering i Eurovision. 

## Historia

### Tidig historia och grundande (2004-2011)
På en musikworkshop år 2004 anordnad av den ideella föreningen Lyhty ("lyktan") träffades gitarristen Pertti Kurikka och Kalle Pajamaa. De delade ett intresse för punk och de närmsta fem åren arbetade de tillsammans för att forma ett band med Pajamaa som manager, Sami Helle på bas, Kari Aalto på sång, Toni Välitalo på trummor och Kurikka på gitarr.
Då regissören Pekka Karjalainen jobbade med filmen Vähän kunnioitusta ("lite respekt"), en film om en ung flicka med en utvecklingsstörning, 2009 fick Pertti Kurikan Nimipäivät som då spelat in demon Kallioon! ("till Berghäll") med delar av denna i filmen. Basisten Helle är en av manusförfattarna till filmen och spelade också en av rollerna. Sången Kallioon! lades senare upp på Youtube och fick över 170.000 visningar vilket blev startskottet för PKN.
Helsingin Sanomat publicerade en artikel om bandet 2009 och bandet bokades till många festival- och klubbspelningar. Bandets första singel, Ei yhteiskunta yhtä miestä kaipaa ("samhället kommer inte sakna en man") kom ut i november 2010 på en 7" split med Kakka-hätä 77. I 2011 bjöds Pertti Kurikka in till självständighetsbalen och hälsade där på Finlands dåvarande president, Tarja Halonen.

### The Punk Syndrome (2012-2014)
Bandets popularitet ökande i samband med att den prisbelönta dokumentären The Punk Syndrome kom ut 2012, där bandet följdes av ett filmcrew från replokalen ut på sin första europaturné. Sommaren 2013 hade bandet över 30 festivalspelningar, främst i Finland.

### Eurovision Song Contest (2015)
Se mer: Finland i Eurovision Song Contest 2015
Våren 2015 deltog PKN i Tävlingen för ny musik, Finlands nationella uttagningar till Eurovision Song Contest 2015 med sången Aina mun pitää ("jag måste alltid"). I semifinalen den 7 februari var bandet en av tre akter som gick vidare till finalen. I finalen den 28 februari, efter att ha fått 37,4% av rösterna (1,2 procentenheter av juryns tilldelade 10 procentenheter och 36,2 procentenheter av tittarrösternas tilldelade 90 procentenheter) med en marginal på 11,1 procentenheter till tvåan Satin Circus, vann bandet finalen och blev därmed utsedda till att representera Finland i Wien den 19 maj 2015. Bandet hamnade på en 16:e plats i den första semifinalen med 13 poäng. Det var en sista plats i semifinal 1 men både Schweiz och San Marino fick mindre poäng i semifinal 2. 

## Medlemmar

### Pertti Kurikka
Pertti Kurikka (född 26 december 1956 i Vichtis) är bandets gitarrist. Han har lyssnat på punk i över 30 år och är inspirerad av band som Ypö-Viis, Karanteeni, 013, Kollaa kestää. Han har tidigare spelat dansbandsmusik, humppa och tango. Han har gett ut en spoken word-kassett och en bok med skräckhistorier under pseudonymen Kalevi Helvetti. Pertti spelar också orgel.

### Kari Aalto
Kari Aalto sjunger och skriver majoriteten av texterna. Kari har tidigare gjort elektronisk musik, spelat trummor i ett jazzband. Aalto är influerad av Eppu Normaali, Pelle Miljoona, Sex Pistols, The Clash och Ramones.

### Sami Helle
Sami Helle spelar bas och sjunger bakgrundsvokaler. Han levde i New York som barn och pratar därför flytande engelska utöver finska, vilket är av stor vikt när bandet turnerar utanför Finland. Han är medlem av Centern i Finland och är politiskt aktiv. Helle är influerad av Dream Theater och Whitesnake. Han har tidigare spelat bas i ett jazzband.

### Toni Välitalo
Toni Välitalo spelar trummor och är bandets yngsta medlem. Han tycker om finsk schlager och i synnerhet Kari Tapio.

## Diskografi

### Samlingsalbum
| Titel                           | Detaljer                                                                                               | Högsta listplacering |
| Titel                           | Detaljer                                                                                               | FIN                  |
| ------------------------------- | --- | -------------------- |
| Kuus kuppia kahvia ja yks kokis | - Utgivningsdatum: 7 december 2012 - Skivbolag: Airiston Punk-levyt - Format: Digital download, CD, LP | 17                   |
| Sikakovapaketti                 | - Utgivningsdatum: 2012 - Skivbolag: N/A - Format: Kassett, DVD, CD                                    | —                    |
| Coffee Not Tea                  | - Utgivningsdatum: 2013 - Skivbolag: Constant Flux - Format: Kassett                                   | —                    |
| The Best of Greatest Hits       | - Utgivningsdatum: 8 maj 2015 - Skivbolag: Epic Records - Format: Digital download, CD                 | —                    |

### Singlar och EP
| Titel                                                | Detaljer |
| ---------------------------------------------------- | --- |
| Ei yhteiskunta yhtä miestä kaipaa                    | - Utgivningsdatum: oktober 2010 - Skivbolag: Airiston Punk-Levyt, Red Lounge Records - Format: 7" split med Kakka-hätä 77                                  |
| Päättäjä on pettäjä                                  | - Utgivningsdatum: juni 2011 - Skivbolag: Hikinauhat - Format: Kassett                                                                                     |
| Osaa eläimetkin pieree                               | - Utgivningsdatum: november 2011 - Skivbolag: Mauski Records, Punk & Pillu - Format: 7"                                                                    |
| Asuntolaelämää                                       | - Utgivningsdatum: oktober 2012 - Skivbolag: Airiston Punk-levyt - Format: 7"                                                                              |
| Jarmo                                                | - Utgivningsdatum: 20 november 2013 - Skivbolag: Airiston Punk-Levyt, Punk & Pillu - Format: 7"                                                            |
| Mongoloidi/Tyhmä Elämä                               | - Utgivningsdatum: 2013 - Skivbolag: Hikinauhat - Format: Kassett                                                                                          |
| Me ollaan runkkareita / Why Won't Anyone Understand? | - Utgivningsdatum: 2014 - Skivbolag: JT Classics - Format: 7" med Hard Skin. Finsk cover av We Are The Wankers och engelsk cover av Miks Ei Kukaan Ymmärrä |
| Oma Rauha                                            | - Utgivningsdatum: 2015 - Skivbolag: Airiston Punk-Levyt, Mutant - Format: 7"                                                                              |
| Aina Mun Pitää                                       | - Utgivningsdatum: 2015 - Skivbolag: Epic, Sony Music - Format: 7", Digital Download                                                                       |
| Mies haisee / Joe Weider                             | - Utgivningsdatum: februari 2015 - Skivbolag: Mauski Records, Punk & Pillu - Format: 7" split med Karanteeni                                               |